# Puntarenas
Puntarenas là thủ phủ và là thành phố lớn nhất trong tỉnh Puntarenas, Costa Rica, bên bờ Thái Bình Dương. Puntarenas là một trong những vùng du lịch quan trọng của Costa Rica với bờ biển có nhiều đảo và vịnh, các bãi biển, hoạt động du lịch của thành phố này mang lại 2,111 tỷ USD ngoại hối trong năm 2010.
Thành phố này được kết nối với San José bằng đường bộ và đường sắt với chiều dài khoảng 99–120 km.
Cảng chính của nó đồng thời là cảnh quan trọng của quốc gia này là Caldera. Các mặt hàng quan trọng xuất qua cảng này như chuối, cà phê và các sản phẩm chế biến khác. Từ đây có những chuyến phà từ Puntarenas đến bán đảo Nicoya,

## Khí hậu
Puntarenas nhìn chung có khí hậu nóng hơn thung lũng trung tâm Costa Rica, với nhiệt độ ca trong ngày từ 30 °C đến 35 °C trong các tháng lạnh nhất và nóng nhất.
| Dữ liệu khí hậu của Puntarenas             | Dữ liệu khí hậu của Puntarenas | Dữ liệu khí hậu của Puntarenas | Dữ liệu khí hậu của Puntarenas | Dữ liệu khí hậu của Puntarenas | Dữ liệu khí hậu của Puntarenas | Dữ liệu khí hậu của Puntarenas | Dữ liệu khí hậu của Puntarenas | Dữ liệu khí hậu của Puntarenas | Dữ liệu khí hậu của Puntarenas | Dữ liệu khí hậu của Puntarenas | Dữ liệu khí hậu của Puntarenas | Dữ liệu khí hậu của Puntarenas | Dữ liệu khí hậu của Puntarenas |
| Tháng                                      | 1                              | 2                              | 3                              | 4                              | 5                              | 6                              | 7                              | 8                              | 9                              | 10                             | 11                             | 12                             | Năm                            |
| ------------------------------------------ | ------------------------------ | ------------------------------ | ------------------------------ | ------------------------------ | ------------------------------ | ------------------------------ | ------------------------------ | ------------------------------ | ------------------------------ | ------------------------------ | ------------------------------ | ------------------------------ | ------------------------------ |
| Trung bình ngày tối đa °C (°F)             | 33.5 (92.3)                    | 34.4 (93.9)                    | 34.0 (93.2)                    | 34.6 (94.3)                    | 33.1 (91.6)                    | 32.2 (90.0)                    | 32.2 (90.0)                    | 32.2 (90.0)                    | 31.9 (89.4)                    | 31.6 (88.9)                    | 31.8 (89.2)                    | 32.0 (89.6)                    | 32.8 (91.0)                    |
| Trung bình ngày °C (°F)                    | 27.6 (81.7)                    | 28.3 (82.9)                    | 28.5 (83.3)                    | 29.2 (84.6)                    | 28.6 (83.5)                    | 27.9 (82.2)                    | 27.7 (81.9)                    | 27.7 (81.9)                    | 27.5 (81.5)                    | 27.4 (81.3)                    | 27.3 (81.1)                    | 27.1 (80.8)                    | 27.9 (82.2)                    |
| Tối thiểu trung bình ngày °C (°F)          | 21.7 (71.1)                    | 22.2 (72.0)                    | 22.9 (73.2)                    | 23.7 (74.7)                    | 24.1 (75.4)                    | 23.6 (74.5)                    | 23.2 (73.8)                    | 23.1 (73.6)                    | 23.1 (73.6)                    | 23.2 (73.8)                    | 22.8 (73.0)                    | 22.1 (71.8)                    | 23.0 (73.4)                    |
| Lượng mưa trung bình mm (inches)           | 5.5 (0.22)                     | 4.1 (0.16)                     | 4.9 (0.19)                     | 30.3 (1.19)                    | 204.1 (8.04)                   | 217.3 (8.56)                   | 175.7 (6.92)                   | 223.1 (8.78)                   | 296.1 (11.66)                  | 279.1 (10.99)                  | 132.0 (5.20)                   | 27.7 (1.09)                    | 1.599,9 (63)                   |
| Số ngày mưa trung bình                     | 1.8                            | 1.9                            | 2.9                            | 7.8                            | 19.1                           | 21.0                           | 18.0                           | 21.8                           | 24.3                           | 24.5                           | 14.7                           | 5.7                            | 163.5                          |
| Số giờ nắng trung bình tháng               | 263.5                          | 254.3                          | 282.1                          | 255.0                          | 201.5                          | 156.0                          | 164.3                          | 170.5                          | 159.0                          | 167.4                          | 183.0                          | 232.5                          | 2.489,1                        |
| Nguồn 1: World Meteorological Organization |                                |                                |                                |                                |                                |                                |                                |                                |                                |                                |                                |                                |                                |
| Nguồn 2: Hong Kong Observatory             |                                |                                |                                |                                |                                |                                |                                |                                |                                |                                |                                |                                |                                |